# Чижевський Олександр Арсенійович
Олекса́ндр Арсе́нійович Чиже́вський (нар. 27 травня 1971, Луцьк) — колишній український футболіст, захисник. Колишній рекордсмен вищої ліги України за кількістю проведених ігор — 400. Провів 1 матч за національну збірну України. Увійшов до символічної збірної львівських «Карпат» часів незалежності. Заслужений тренер України.
Виступав за «Карпати» (Львів), ФК «Львів», «Шахтар» (Донецьк), «Металург» (Запоріжжя), «Таврію», «Волинь» і «Закарпаття».

## Життєпис
Вихованець ДЮСШ (Луцьк) і львівського спортінтернату. Перший тренер — Юрій Васильович Тимофєєв. Закінчив Львівський інститут фізкультури.
Перший сезон у «Карпатах» (Львів) провів 1989 р. у 18-річному віці. У 1991 році разом з львівським клубом здобув «золото» другої ліги СРСР. У 1993 та 1999 роках виходив до фіналу Кубка України, у сезоні 1997/98 став бронзовим призером чемпіонату України.
Провів один поєдинок за збірну України — 15 липня 1998 у Києві проти команди Польщі (поразка 1:2).
Став першим футболістом у історії вищої ліги України, який провів понад 300 ігор, першим провів і 400 ігор.
У 2004 році нагороджений Золотою відзнакою ПФЛ України за рекордну кількість матчів у чемпіонатах України.